# Пакасси, Иоганн Баптист
Иоганн Баптист Пакасси (нем. Johann Baptist von Pacassi; 1758, Гёрц — 7 июня 1818, Вена) — австрийский барон, инженер-гидротехник, астроном, математик, юрист, художник.

## Биография
Родился в семье придворного архитектора Николауса фон Пакасси. Окончил Лёвенбургский университет в Вене, а затем местную академию, где изучал математику. Однако первоначально после получения образования занимался юриспруденческой и дипломатической деятельностью, и все его работы, опубликованные в Вене в период с 1775 по 1786 год, были посвящены публичному праву. В 1797 году получил назначение инспектором по гидротехническим сооружениям, в 1811 году возглавил Министерство гидротехнического строительства в Вене и лично руководил строительством нескольких причалов. В свободное время занимался живописью, математическими исследованиями и астрономическими наблюдениями. Умер после непродолжительной болезни.
В 1783 году был избран в члены-корреспонденты Санкт-Петербургской академии наук, в органе которой «Nova Acta Academiae Scientiarum Imperialis Petropolitanae» (VIII, 1794, «История Академии», стр. 36—44) напечатано извлечение из его писем в 1790 году к академику Фуссу по предмету «очень удобного метода определения с помощью попыток орбиты кометы». При некотором сходстве с методом Ольберса метод Пакасси стоял, по оценкам, значительно ниже первого. Там же были даны его варианты решения задачи Кеплера и задачи определения орбиты планеты по четырём противостояниям. Кроме того, ему принадлежат следующие работы: перевод на немецкий сочинения Эйлера «Theoria motuum planeiarum et cometarum» (Берлин, 1781), «Einleitung in die Theorie des Mondes» (там же, 1783), «Ueber einige Eigenschaften d. Sphäroïde» («Phys. Arbeiten d. einträcht. Freunde», Jahrg. II, 1788), «Versuch einer neuen Methode zu integriren» (там же), «Ueber d. Rectification ellipt. Bogen und d. Quadratur sphäroïdisch. Dreiecke» (там же) и множество других.